# Harald Johnas Riiber
Harald Johnas Riiber (* 8. April 1995 in Oslo) ist ein ehemaliger norwegischer Nordischer Kombinierer.

## Werdegang
Harald Johnas Riiber nahm an den Olympischen Jugend-Winterspielen 2012 in Innsbruck teil. Im einzigen Wettbewerb in der Nordischen Kombination belegte er den sechsten Rang. Am 15. März 2013 debütierte er im Continental Cup der Nordischen Kombination, als er in einem Teamsprint, der im finnischen Rovaniemi stattfand, gemeinsam mit Sigmund Kielland den 14. Platz erzielte. Am 19. Februar 2017 erreichte er mit dem dritten Platz im slowenischen Planica seine bislang einzige Podiumsplatzierung in dieser Wettbewerbsserie.
Bei den Nordischen Junioren-Skiweltmeisterschaften 2014 erreichte er im Einzel den achten Platz. Erfolgreicher gestalteten sich die Junioren-Skiweltmeisterschaften 2015, als er im Teamwettbewerb zusammen mit Simen Tiller, Jarl Magnus Riiber und Lars Buraas die Bronzemedaille gewann.
Sein Debüt im Weltcup der Nordischen Kombination gab er am 5. Dezember 2015 in Lillehammer. Seine ersten Weltcuppunkte konnte er am 4. Februar 2017 im südkoreanischen Pyeongchang erreichen, als er im ersten Wettbewerb dort 26. wurde. Die besten Resultate Riibers im Weltcup waren zwei siebte Plätze.
Im Februar 2021 trat er letztmals international an.

## Sonstiges
Riiber ist der ältere Bruder von Jarl Magnus (* 1997), der ebenfalls als Nordischer Kombinierer aktiv ist.

## Erfolge

### Continental-Cup-Siege im Einzel
| Nr. | Datum           | Ort            | Disziplin               |
| --- | --------------- | -------------- | ----------------------- |
| 1.  | 11. Januar 2020 | Oberwiesenthal | Gundersen Normalschanze |
| 2.  | 12. Januar 2020 | Oberwiesenthal | Gundersen Normalschanze |
| 3.  | 18. Januar 2020 | Klingenthal    | Gundersen Großschanze   |
| 4.  | 19. Januar 2020 | Klingenthal    | Gundersen Großschanze   |

### Continental-Cup-Siege im Team
| Nr. | Datum           | Ort  | Disziplin             |
| --- | --------------- | ---- | --------------------- |
| 1.  | 13. Januar 2019 | Ruka | Staffel Großschanze 1 |

## Statistik

### Olympische Jugend-Winterspiele
- Innsbruck 2012: 6. Gundersen (HS 75/10 km)

### Nordische Junioren-Skiweltmeisterschaften
- Val di Fiemme 2014: 8. Gundersen (HS 106/5 km)
- Almaty 2015: 3. Team (HS 100/4 × 5 km), 6. Gundersen (HS 100/5 km), 7. Gundersen (HS 100/10 km)

### Weltcup-Platzierungen
| Saison  | Platz | Punkte |
| ------- | ----- | ------ |
| 2016/17 | 047.  | 035    |
| 2017/18 | 040.  | 063    |
| 2018/19 | 044.  | 046    |
| 2019/20 | 030.  | 081    |
| 2020/21 | 038.  | 031    |

### Grand-Prix-Platzierungen
| Saison | Platz | Punkte |
| ------ | ----- | ------ |
| 2017   | 053.  | 009    |
| 2019   | 010.  | 135    |

### Continental-Cup-Platzierungen
| Saison  | Platz | Punkte |
| ------- | ----- | ------ |
| 2012/13 | 102.  | 009    |
| 2014/15 | 041.  | 083    |
| 2015/16 | 060.  | 056    |
| 2016/17 | 008.  | 390    |
| 2017/18 | 007.  | 447    |
| 2018/19 | 007.  | 490    |
| 2019/20 | 007.  | 400    |
| 2020/21 | 030.  | 117    |